# Подчекаєв Володимир Олексійович
Володи́мир Олексі́йович Подчека́єв (нар. 28 жовтня 1938, Київ) — український графік-плакатист; член Спілки радянських художників України з 1971 року. Заслужений художник України з 1996 року. Онук Миколи Бурачека.

## З життєпису
Народився 1938 року в місті Київ; здобув незакінчену вищу освіту. Працював в царині графіки, живопису та монументально-декоративного мистецтва.
Основні твори:
- кіноплакати —
  - «Вільний вітер» (1984),
  - «Цирк» (1986),
  - «Сходження на Фудзіяму» (1989);
- театральні плакати —
  - «Із життя комах» (1991),
  - «Державна хорова капела» (1993).